# 니키 미나즈
오니카 타냐 마라즈(영어: Onika Tanya Maraj, 1982년 12월 8일 ~ )는 예명인 니키 미나즈(영어: Nicki Minaj)로 활동하고 있는 트리니다드 토바고 출신의 미국의 래퍼이자 싱어송라이터이다. 
미나즈는 트리니다드 토바고 세인트제임스에서 태어나 다섯 살 때 뉴욕 퀸스로 이사했다.
2007년부터 2009년까지 믹스테이프를 발표했고, 2009년 8월에 영 머니 엔터테인먼트와 레이블 계약을 체결했다. 그리고 2010년 11월 첫 정규 앨범 Pink Friday를 발매했다. 이 앨범은 빌보드 200에서 1위에 올랐으며, 발매 한 달 뒤에는 미국 음반 산업 협회로부터 플래티넘 인증을 받으며 상업적인 성공을 거뒀다. 미나즈는 빌보드 핫 100 역사상 동시에 7곡이나 진입시킨 첫 아티스트가 되었고, 앨범의 두 번째 싱글 "Your Love"는 2002년 이후 여성 래퍼 최초로 빌보드 랩 차트 1위를 차지했다. 또한 미나즈는 여자 래퍼 최초로 MTV's Annual Hottest MC List 목록에 올랐으며, 미나즈는 《빌보드》 2011 라이징 스타에 선정되었다. 래퍼 도자 캣의 싱글 "Say So" 리믹스 버전에 피처링으로 참여하면서 데뷔 이래 최초로 빌보드 핫 100 차트 1위 기록을 갖게 되었다.

## 생애

### 어린 시절 (1982년~2003년)
미나즈는 1982년 마라즈라는 이름으로 트리니다드 토바고의 수도인 포트오브스페인의 외곽 지역 세인트 제임스에서 태어났다. 미나즈의 부모님은 인도와 아프리카계 트리니다드 토바고 혼혈인이다. 부모님은 뉴욕 퀸스 자치구에서 살 곳을 알아보고 있었으므로 미나즈는 5살까지 트리니다드 토바고의 세인트 제임스에서 할머니와 함께 살며 자랐다. 미나즈의 어머니는 종종 세인트제임스를 방문했었는데, 5살인 어느 날 퀸스로 함께 떠났다. 아버지는 술과 마약 중독자였으며, 엄마를 죽이겠다며 집에 불을 지르려 했던 날도 있었다고 한다.
미나즈는 2001년에 엘리자베스 블랙웰 중학교 입학했고, 그곳에서 클라리넷 연주를 했었다. 이후 라과디아 예술고등학교를 졸업했다. 라과디아 고등학교는 음악, 비주얼 퍼포먼스 아트 전문 예술 고등학교로, 미나즈는 드라마과에 입학했다. 미나즈는 원래 성악과에 들어갈 예정이였지만, 오디션 당일 목상태가 안좋아져 결국 드라마과로 입학하게 되었다.

### 믹스테잎 발매와 영 머니 (2004년~2009년)
미나즈는 2007년 더티 머니 레코드를 통해 첫 믹스테잎 Playtime Is Over를 발매했다. 이후 2008년 7월 7일 언더 레이블 Be를 통해 또 다른 믹스테잎 Sucka Free를 발매했다. 미나즈는 세 장의 믹스테잎을 발매하고나서 XXL 매거진에 소개되었다. 미나즈는 2008년 열린 2008 언더그라운드 뮤직 어워즈에서 올해의 여성 아티스트상을 수상했다. 2009년 4월에는 언더 레이블 트라파홀릭스 레코드를 통해 믹스테잎 Beam Me Up Scotty를 발매해 BET과 MTV에서 긍정적인 평가를 받았다.
2009년 8월 미나즈는 미국의 래퍼 동료인 릴 웨인의 소개를 받아 영 머니 엔터테인먼트, 유니버설 모타운 레코드와 분배해 레이블 계약을 채결했다. 영 머니의 프로잭트의 일환으로 미나즈는 솔로 랩 싱글 "BedRock"을 발표해 빌보드 핫 100 2위까지 올라가는 지금까지 최고의 상업적 성과를 거뒀다. 또 다른 싱글 "Roger That"은 56위까지 올라갔다. 노래는 평론가들로부터 대체로 긍정적인 평가를 받았다. 이 노래들은 2009년 12월 발매된 영 머니 엔터테인먼트의 데뷔 콜라보레이션 정규 앨범 We Are Young Money에 수록되었다. 앨범은 빌보드 200 최고 9위까지 올라갔고, RIAA로부터 골드 인증을 받았다. 2010년 미나즈는 머라이어 캐리의 "Up Out My Face"에 피처링으로 참여했고, 뮤직비디오에도 출연했는데, 평론가들로부터 긍정적인 평가를 받았다.

### Pink Friday, Pink Friday: Roman Reloaded,Anaconda (2010년~)

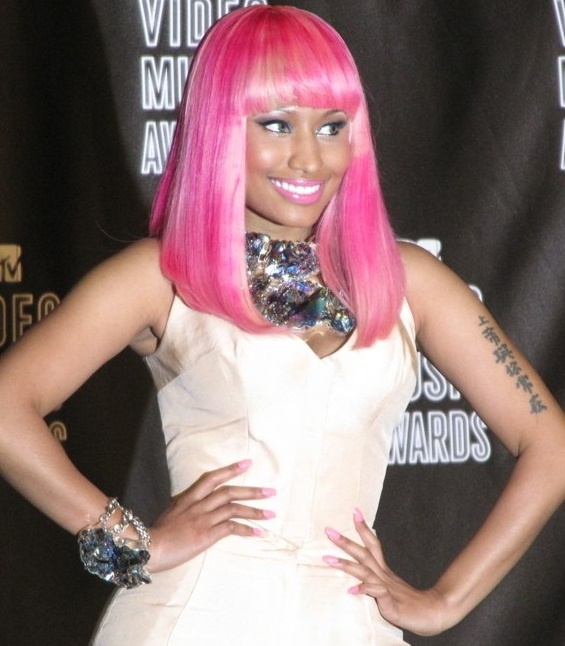
2010 MTV 비디오 뮤직 어워드에 참석한 미나즈.

미나즈의 데뷔 앨범 Pink Friday는 2010년 11월 22일 발매되었다. Pink Friday는 빌보드 200 최고 1위까지 올라갔고, 이후 플래티넘 인증을 받았다. 앨범은 2012년 2월까지 미국에서 1,770,000만 장을 팔고있다. 같은 해 8월, 미나즈의 데뷔 앨범의 첫 공식 싱글로 "Your Love"를 발매했다. 이는 빌보드 핫 100 차트에 12위까지 올라갔고, 빌보드 핫 알앤비/힙합 송 차트와 랩 송 차트에서는 7위까지 올라갔었다. 2011년 5월에는 앨범의 다섯 번째 싱글 "Super Bass"를 발매했고, 빌보드 핫 100 3위를 포함해 영국, 캐나다, 오스트레일리아 등 많은 나라에서 10위권에 진입했다. 2010년 10월 미나즈는 빌보드 핫 100에 7곡을 동시에 진입시킨 최초의 가수가 되었다.
2011년 6월부터는 Pink Friday의 홍보를 위해, 브리트니 스피어스의 일곱 번째 정규 앨범 Femme Fatale를 홍보하는 월드 투어 Femme Fatale Tour에서 오프닝 게스트로 출연했다(미나즈는 북미만 출연). 뿐만 아니라 2011년 4월 브리트니의 싱글 "Till the World Ends"의 공식 리믹스 버전에 케샤와 함께 피처링으로 참여해 빌보드 핫 100 3위까지 올랐다.
미나즈는 두 번째 정규 앨범을 발매하기 전, 프로모션 싱글 "Roman in Moscow"와 "Stupid Hoe"를 공개했다. 2012년 2월에는 마돈나의 열두 번째 정규 앨범 MDNA의 리드 싱글 "Give Me All Your Luvin'"에 M.I.A.와 함께 피처링으로 참여했고, 슈퍼볼 무대에 마돈나, M.I.A.와 공연을 했다. 또한 미나즈는 같은 앨범의 수록곡 "I Don't Give A"에 피처링으로 참여했다. 2012년 2월 14일 앨범의 첫 싱글 "Starships"을 발매했다. "Starships"은 빌보드 핫 100 최고 5위까지 올라갔고, 오랜 기간 동안 10위권에 머물렀다. 2012년 4월 3일 미나즈의 두 번째 정규 앨범 Pink Friday: Roman Reloaded가 발매되었고, 발매 첫 주 미국에서 253,000만 장을 팔아치워 빌보드 200 1위로 데뷔했다. 2012년 5월 16일부터는 자신의 첫 번째 월드 투어 Pink Friday Tour를 오스트레일리아 시드니에서부터 시작했다. 미나즈는 2014년 5월 The Pinkprint의 리드 싱글인 'Pills N Potions'을 발매하였다. 2014년 8월에는 여성들이 자신의 몸매에 자신감을 가지라는 내용의 힙합 트랙 싱글인 "Anaconda"를 발매했다. 2014년 12월 15일에는 새 앨범 'The Pinkprint'를 발매했다. 첫 주 19만 장을 판매해 빌보드 200 차트에서 2위를 달성했다. The Pink Print World Tour를 마친 후에는, 3개의 신곡 'Regret In Your Tears', 'No Frauds', ' Changed It'을 발표했다.

## 음반 목록
- Pink Friday (2010)
- Pink Friday: Roman Reloaded (2012)
- The Pinkprint (2014)
- Queen (2018)
- Pink Friday 2 (2023)

## 투어
- Pink Friday Tour (2012)
- Pink Friday: Reloaded Tour (2012)
- The Pinkprint Tour (2015)
- Nicki WRLD Tour (2019)

## 수상 목록
2008년
- 언더그라운드 뮤직 어워드 ― 올해의 여성 아티스트상

2010년
- BET 어워드 ― 최우수 여성 힙합 아티스트상, 최우수 신인상, 최우수 그룹상(영 머니)
- 벳 힙 합 어워드 ― 올해의 루키상

## 같이 보기
- 이스트코스트 힙합
- 가장 많은 음반을 판 음악가 목록